# Linia kolejowa Suchdol nad Odrou – Nový Jičín město
Linia kolejowa Suchdol nad Odrou – Nový Jičín město – linia kolejowa w Czechach, biegnąca przez kraj morawsko-śląski, od Suchdola nad Odrou do Nowego Jiczyna.